# Leszek, Công tước xứ Masovia
Leszek xứ Masovia (tiếng Ba Lan: Leszek hoặc Lestek) (sinh khoảng 1162 - mất 1186) là một hoàng tử Ba Lan trong triều đại Piast, Công tước xứ Masovia từ năm 1173 cho đến khi ông qua đời. Ông là người con trai duy nhất sống lâu hơn cha mình là Bolesław IV Tóc xoăn, Công tước xứ Masovia và Hoàng tử tối cao của Ba Lan. Sau khi cha qua đời, ông là người thừa kế của Masovia. Lúc đầu, Leszek cai trị dưới sự giám hộ của chú mình là Casimir II Người xứng đáng. Ông là một người có sức khỏe kém. Có một giai đoạn ngắn trong thời gian cầm quyền Leszek ủng hộ quyền thừa kế của một người chú khác là Mieszko III Lớn, nhưng sau đó ông đã thay đổi quyết định và tìm cách hòa giải với Casimir II, người cuối cùng đã thừa kế công quốc sau khi ông mất.

## Đầu đời

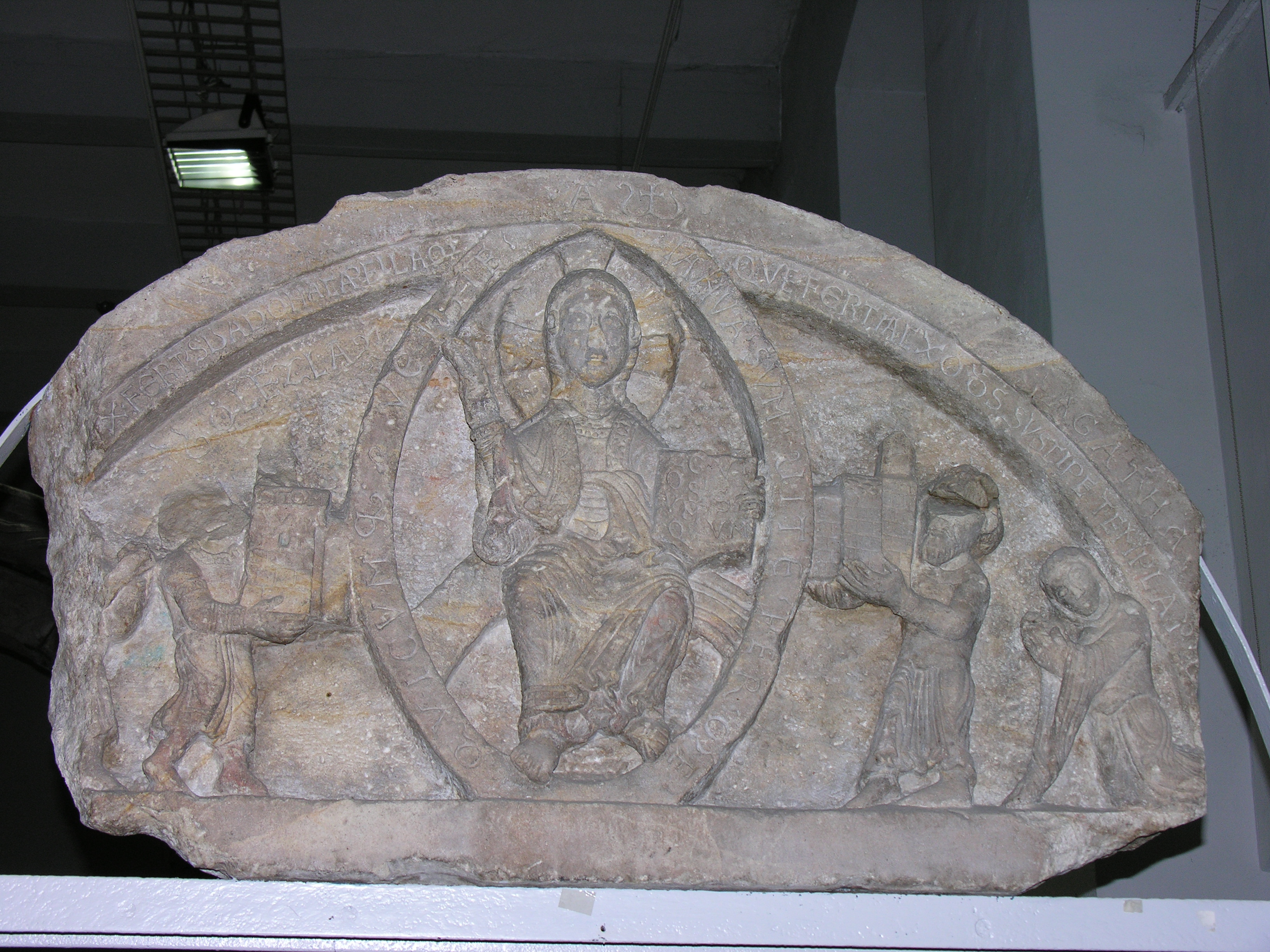
Tympanon của Ołbin.

Các nhà sử học người Ba Lan đời đầu, như Oswald Balzer, cho rằng tên ông là Leszko, điều này hiện đã bị coi là không chính xác. Thực tế, tên chính xác của ông kết thúc bằng "ek". Trong một tài liệu viết bằng tiếng Latinh, Leszek được nhắc đến với cái tên khác là Lizstek (1177). Hầu hết các nhà sử học Ba Lan sử dụng phiên bản tên "Leszek", nhưng một số nhà sử học Ba Lan hiện đại còn sử dụng phiên bản tên Lestek . Nhà sử học Józef Mitkowski nói rằng Leszek được đặt tên nhờ truyền thống của vương triều được Gallus Anonymus lưu giữ trong Biên niên sử của ông, nhưng theo nhận định của nhà sử học và gia phả học Kazimierz Jasiński, ông có thể được đặt tên theo người anh cả của cha mình, người đã mất khi còn khá nhỏ, vào khoảng trước năm 1131.
Trong quá khứ, các nhà sử học không chắc chắn người vợ nào của Bolesław IV Tóc xoăn là mẹ của Leszek: người thứ nhất, Wierzchosława, con gái của Thánh Vsevolod, Hoàng tử của Novgorod và Pskov, hay người thứ hai, Maria. Theo biên niên sử của Jan Długosz, Leszek là con trai của Anastazja, một công chúa của Halych và là người vợ đầu tiên của Bolesław IV. Oswald Balzer cho rằng thông tin này là không chính xác, vì người vợ đầu tiên của Bolesław IV tên là Wierzchosława và bà không đến từ Halych.
Theo nhà sử học Miron Korduba, Leszek là con trai của Maria. Józef Mitkowski và Kazimierz Jasiński cho rằng ông là con trai của người vợ đầu tiên của Bolesław IV chứ không phải là người thứ hai. Tuy nhiên, sau sự kiện phát hiện ra những đồng tiền mà Leszek cho ghi tên cha mẹ mình là BOL (Bolesław IV Tóc xoăn) và ANA (Anastazja), rõ ràng ông là con trai của người vợ đầu tiên của cha mình, như Wierzchosława đã đề cập trong một số nguồn rằng đó là Anastazja.
Thời điểm sinh của Leszek hiện cũng chưa rõ ràng. Theo như Jan Długosz viết vào thế kỷ 15, ông sinh năm 1158. Nhà sử học Oswald Balzer nói rằng Leszek sinh từ năm 1160 đến năm 1165. Ông lập luận dựa trên một tài liệu viết từ ngày 26 tháng 4 năm 1177, trong đó Leszek được đề cập là người con cuối cùng trong số các hoàng tử Ba Lan, sau Mieszko "em" (Misico iunior dux). Balzer cho rằng điều này có nghĩa là Leszek trẻ hơn Mieszko, người theo Balzer là Mieszko III Lớn, con trai của, người sinh sau năm 1159. Balzer cũng nghĩ rằng Leszek phải ít nhất 12 tuổi để được coi là nhân chứng chính thức. Do vậy, đề xuất của Balzer về tuổi của Leszek đã được chấp nhận trong sử học. Tuy nhiên, lập luận của ông đã bị bác bỏ vì "đàn em" của Mieszko được đề cập trong tài liệu nói trên được hiển thị thay vào đó là Mieszko IV Tanglefoot (sinh trước năm 1147), và một hoàng tử có thể được nhắc đến trong tài liệu với tư cách là nhân chứng ngay cả khi anh ta chưa đủ 12 tuổi. tuổi.
Dựa trên bảng điêu khắc từ Ołbin được thực hiện vào năm 1172, nhà sử học Kazimierz Jasiński cho rằng lúc đó Leszek khoảng 10 tuổi, và do đó ông sinh ra vào khoảng năm 1162. Ý tưởng này được một số nhà sử học chấp nhận. Borys Paszkiewicz cho rằng lập luận năm sinh của Długosz (1158) có thể đúng.

## Công tước xứ Masovia và Kuyavia
Cái chết của người anh trai Bolesław năm 1172 khiến Leszek trở thành người thừa kế duy nhất của cha mình. Công tước Bolesław IV, được cho là rất tuyệt vọng bởi cái chết của đứa con trai đầu lòng của mình, đã qua đời một năm sau đó (ngày 5 tháng 1 năm 1173). Ông truyền tước vị người cai quản Masovia (và Kuyavia, là một phần của Masovia ở thế kỷ 12) cho Leszek, khi mới mười một tuổi hoặc ít hơn. Quyền thống trị của Ba Lan, bao gồm quyền kiểm soát Kraków và Gniezno, được nắm giữ bởi người anh cả còn sống của Bolesław IV, Mieszko III Lớn.
Theo di chúc của cha mình, Leszek bắt đầu cai trị dưới sự giám hộ của người chú út của mình, Casimir II Người xứng đáng. Vào năm 1177, khi Casimir II trở thành hoàng tử của Kraków, ông đã đề cử viên đại thần Żyron làm cận vệ cho Leszek, người có sức khỏe cực kỳ kém.
Theo nhà sử học Nga thế kỷ 18 Vasily Tatishchev, dựa trên những tư liệu lịch sử cũ, Leszek đã chiến đấu chống lại Hoàng tử Volodar của Minsk, người đã chiếm được Brest vào năm 1180, nơithuộc về anh rể của ông, Vasilko Iaropolkovich. Sau một cuộc chiến kéo dài và mệt mỏi, Brest cuối cùng vẫn không chịu bị khuất phục, và Vasilko đành phải trao toàn bộ quyền đối với vùng đất này cho Leszek. Tuy nhiên, thông tin này hiện không còn được coi là đáng tin cậy.
Vào một thời điểm trước năm 1186, Leszek đã bất ngờ có thay đổi về mặt chính trị trong triều đại của mình. Dưới ảnh hưởng của đoàn tùy tùng và Żyron, ông quyết định ủng hộ người chú của mình là Mieszko III Lớn. Ông tuyên bố Mieszko III là người giám hộ của mình và làm một bản di chúc, trong đó tuyên bố em họ của mình là Mieszko Nhỏ, con trai của Mieszko III, sẽ trở thành người thừa kế. Ngay sau đó Mieszko Nhỏ đã bắt đầu hành động như thể cậu ta đã là người cai trị Masovia và Kuyavia, điều này đã khiến cho Leszek phải xin lỗi Casimir II và thay đổi di chúc để Casimir II trở thành người thừa kế của mình.
Vào ngày 20 tháng 1 năm 1185 Leszek đã quyên góp một khoản lớn cho tòa giám mục của Włocławek, bao gồm cả các khu vực ở Słońsk và làng Kowale.

## Cái chết và di sản
Leszek qua đời năm 1186. Ngày mất của ông hiện vẫn còn gây tranh cãi. Trong sổ tử của tu viện Thánh Vincent ở Wrocław, lúc đầu ngày mất của Công tước Leszek được đề cập là vào ngày 21 tháng 11. Tuy nhiên, theo các nhà sử học, đây thực tế là ngày mất của Công tước Leszek Biały, người được cho là đã tử trận vào ngày 24 tháng 11 năm 1227.
Không có thông tin về vợ con của Leszek xứ Masovia. Thông tin do Kadłubek cung cấp đã ủng hộ giả thuyết rằng ông chết khi chưa lập gia đình và không có con. Theo Vasily Tatishchev, nhà sử học Nga vào thế kỷ 18, Vasilko Yaropolkovich, Hoàng tử của Drohiczyn, đã kết hôn với con gái của Leszek, công tước của Masovia. Nhiều nhà sử học ban đầu coi thông tin này là đáng tin cậy, và chỉ có một điều chỉnh một sự thật quan trọng, đó là việc Vasilko kết hôn với một người chị của Leszek chứ không phải con gái của ông. Hiện thông tin từ Tatishchev về Vasilko Yaropolkovich được cho là không còn xác đáng. Dường như chúng không dựa trên các nguồn tin đã thất lạc mà có thể chỉ là nhận định sai lầm của Tatsihchev.
Theo biên niên sử của Jan Długosz, Leszek được chôn cất trong Nhà thờ Płock. Długosz có thể có được thông tin này từ một số nguồn đã thất lạc, hoặc cũng có thể ông biết điều này thông qua việc khám nghiệm tử thi, hoặc đó có thể chỉ là giả định của riêng ông ta. Đến thời điểm hiện tại, các nhà sử học vẫn cho rằng thông tin này có khả năng xảy ra.
Theo di chúc cuối cùng của Leszek, người thừa kế của ông là Casimir II Người xứng đáng. Một số sử gia Ba Lan (trước hết là Henryk Rutkowski) cho rằng sau cái chết của Leszek, Mieszko III Lớn đã nắm quyền kiểm soát phần phía tây của Kuyavia. Tuy nhiên, không có bằng chứng trực tiếp nào trong các nguồn chính thống nhắc về điều này.